# Орловић (презиме)
Орловић је српско презиме, изведено од речи орао, која означава врсту птице.
Потребно је разликовати презиме Орловић и племићку породицу Орловић (или Орловчић) од заједничког имена за велики број племена и братстава која и данас углавном, ако не и готово искључиво, насељавају Херцеговину и Црну Гору и по правилу никада експлицитно не носе ово име.

## Познати Орловићи
- Орловић Гргур, наводни предак Павла Орловића.
- Павле Орловић, митски јунак косовског боја.
- Хамза Орловић, муслиман из Босне.
- Милоје Орловић, телевизијски водитељ,новинар и уредник.
- Михајло Орловић, писац и новинар.
- Драгана Орловић, новинар.